# 由木文彦
由木 文彦（ゆき ふみひこ、1960年〈昭和35年〉10月8日 - ）は、日本の建設・国土交通・復興官僚。

## 経歴
島根県松江市出身。島根県立松江北高等学校を経て、1983年3月に東京大学法学部を卒業。国家公務員採用上級甲種試験（法律）に合格して、1983年4月に建設省に入省。
2015年7月31日から国土交通省住宅局長、2017年7月7日から総合政策局長、2018年7月31日から国土交通審議官を務め、2020年7月20日に復興庁事務次官に就任し、2021年7月1日退官。

## 年譜
基本的な出典
- 1983年
  - 03月：東京大学法学部卒業
  - 04月：建設省入省
- 1989年05月：建設省東北地方建設局用地部用地第一課長
- 1990年09月：建設省都市局都市政策課課長補佐
- 1991年04月：福島県企画調整部企画調整課企画主幹
- 1992年04月：福島県企画調整部地域開発課長
- 1994年04月：福島県企画調整部企画調整課長
- 1995年04月：国土庁土地局土地政策課課長補佐
- 1996年07月：建設省大臣官房人事課課長補佐
- 1998年07月：建設省建設経済局不動産産業課不動産市場整備室長
- 1998年07月：建設省大臣官房付・内閣官房内閣審議室（～2000年6月）・中央省庁等改革推進本部事務局企画官（～2000年6月）
- 2000年07月：建設省大臣官房人事課企画官
- 2001年01月：国土交通省大臣官房人事課企画官
- 2002年07月：国土交通省住宅局住宅企画官
- 2003年07月：国土交通省大臣官房付・内閣官房内閣参事官（内閣総務官室）
- 2006年10月：国土交通省都市・地域整備局都市計画課長
- 2009年04月：京都市副市長
- 2012年04月：国土交通省大臣官房付・内閣官房内閣参事官（内閣官房副長官補付）・内閣官房行政改革推進室参事官・内閣府本府行政刷新会議事務局
- 2012年09月：内閣官房内閣審議官（内閣総務官室）
- 2014年07月：国土交通省大臣官房総括審議官
- 2015年07月31日：国土交通省住宅局長[3]
- 2017年07月07日：国土交通省総合政策局長[4]
- 2018年07月31日：国土交通審議官[5]
- 2020年07月20日：復興庁事務次官[6][7]
- 2022年06月28日：東日本高速道路代表取締役社長[8]。